# Tenor Florian
Tenor Florian, artiestennaam van Florian Poepjes (Harlingen, 25 september 1980), is een Nederlandse tenor. 

## Biografie
Florian Poepjes werd geboren in Harlingen. Hij is op jonge leeftijd gaan zingen en orgel spelen. Hij heeft zanglessen gevolgd bij Bas Ramselaar en André Post. Daarnaast zong Poepjes bij meerdere koren die aan een aantal concerten hun medewerking hebben verleend. In 2013 is hij geëmigreerd naar Duitsland. In 2019 heeft Tenor Florian meegewerkt aan de Friesian Proms. Tijdens dit concert heeft hij onder anderen een duet gezongen met de sopraan Mirusia Louwerse. Daarnaast is hij te horen als solist in grote kerken, concerthallen en theaters in verschillende landen. 
Tenor Florian heeft op televisie meegedaan aan verschillende talentenjachten. In 2010 in het tv-programma Una Voce Particolare van Ernst Daniël Smid, hier vervulde hij de rol van Tamino. Tijdens deze opnames werd hij gecoacht door Sigrid van der Linden. In 2014 heeft hij meegedaan aan Holland's Got Talent. Daarnaast is hij verschillende keren te zien geweest bij het programma Nederland Zingt. 
Florian Poepjes is tevens te zien geweest bij het programma ARIA seizoen 2.. Het programma werd gepresenteerd door Dionne Stax en de jury bestond uit Tania Kross, Rosemary Joshua en Floris Kortie. 

## Discografie
- Christmas with Florian[7]
- De Ster van Bethlehem
- Nog is het Tijd
- Geloofd met Psalmgezang
- De Heilige Stad
- Tenors of Urk
- Prijs Hem in Uw Psalmen